# FS 851
Die Dampflokomotiven der Gattung FS 851 der Ferrovie dello Stato (FS) waren Tenderlokomotiven, die für den Rangierdienst und leichte Lokalzüge eingesetzt wurden. Die Konstruktion stammte von der Rete Adriatica, welche die Lokomotiven für Vorspanndienste in Mittelitalien einsetzte.

## Geschichte
Der Entwurf der Baureihe 851 stammte von der Rete Adriatica. Ab 1898 ließ die Bahn 24 Einheiten der Gattung RA 270 bauen. Sie dienten als Vorspannlokomotiven auf den anspruchsvollen Gebirgsstrecken Mittelitaliens, wo sie auf den Strecken Terni–Ancona, Pescara–Avezzano und Terni–L’Aquila eingesetzt wurden.
Die 1905 gegründeten FS bestellten weitere 183 Lokomotiven dieser bewährten Baureihe, die von verschiedenen Herstellern in Italien gebaut wurden. Die Lokomotiven wurden für den Rangierdienst in Güterbahnhöfen und für leichte Lokalzüge eingesetzt. Letzte Exemplare waren den Depots von Bologna Centrale und Bologna San Donato im Rangierbahnhof zugeteilt, bis sie 1971 ausgemustert wurden.
13 Lokomotiven entgingen dem Abbruch. Sie sind als Denkmäler in Parkanlagen in ganz Italien zu sehen. Die Lokomotive 851.110 ist im Nationalen Eisenbahnmuseum in Pietrarsa bei Neapel zu sehen.